# Moravská Dyje
Moravská Dyje (německy Mährische Thaya) je malá řeka na území České republiky (Morava) a Rakouska (Dolní Rakousko), jedna ze zdrojnic řeky Dyje. Celková délka toku je 68,2 km a povodí má plochu 630 km².

## Průběh toku
Řeka pramení zhruba 4 kilometry jihovýchodně od Třeště v kraji Vysočina v nadmořské výšce 653 m. Její tok směřuje po celé své délce převážně jižním směrem. Protéká těmito obcemi a jejich částmi: Urbanov, Žatec, Radkov, Slaviboř, Černíč, Dačice, Janov, Nové Hobzí, Modletice, Písečné, pod kterou opouští území Moravy v nadmořské výšce 434 m. Na území Dolního Rakouska protéká obcemi Unter-Pertholz, Weikertschlag an der Thaya a Rakous, kde po soutoku s mohutnější Rakouskou Dyjí vzniká vlastní Dyje.

### Větší přítoky
- levé – Pavlovský potok, Nevcehelský potok, Lančovský potok, Vápovka, Luční potok, Vnorovický potok, Páčna, Hejnický potok, Grundbach, Hafnerbach, Grasnitzbründl
- pravé – Votavice, Telčský potok, Myslůvka, Vyderský potok, Volfířovský potok, Lidéřovický potok, Bolíkovský potok, Slavětínský potok, Krokovický potok, Manbach, Thumabach, Hintergrabenbach

## Vodní režim
Průměrný průtok u soutoku s Rakouskou Dyjí činí 3,0 m³/s.

## Mlýny
Mlýny jsou seřazeny po směru toku řeky.
- Loucký mlýn – Staré Hobzí, okres Jindřichův Hradec, kulturní památka
- Šulákův mlýn – Nové Hobzí, okres Jindřichův Hradec, kulturní památka